# Площадка 132 (Плесецк)
Площадка № 132  — пусковая площадка на космодроме «Плесецк» использовавшиеся для запусков полезной нагрузки с помощью ракет-носителей серии Космос-3М.
На 132-й площадке имеется две пусковых установки: 132/1 и 132/2. ПУ № 132/1 использовалась вплоть до 2010 года для запусков ракет-носителей «Космос-3М», в том числе коммерческих пусков. ПУ № 132/2 не используется с 1990 года.

## Перечень пусков с площадки
| Дата              | Ракета-носитель | Полезная нагрузка (тип) | Космодром/Стартовый комплекс | SCD/COSPAR        | Результат |
| ----------------- | --------------- | ----------------------- | ---------------------------- | ----------------- | --------- |
| 15 мая 1967 года  | Космос-3М       | Космос-158 (Циклон)     | Плесецк-132/1                | 02801 / 1967-045A | Успех     |
| 26 июня 1967 года | Космос-3М       | Целина                  | Плесецк-132/2                |                   | Авария    |